# Novara Football Club
El Novara Football Club es un club de fútbol de Italia, con sede en la ciudad de Novara, en Piamonte. Fue fundado en 1908 bajo el nombre de Football Association Studenti Novara y fue refundado en 2021 bajo el nombre de Novara Football Club. Compite en la Serie C, tercera categoría del fútbol italiano.

## Historia

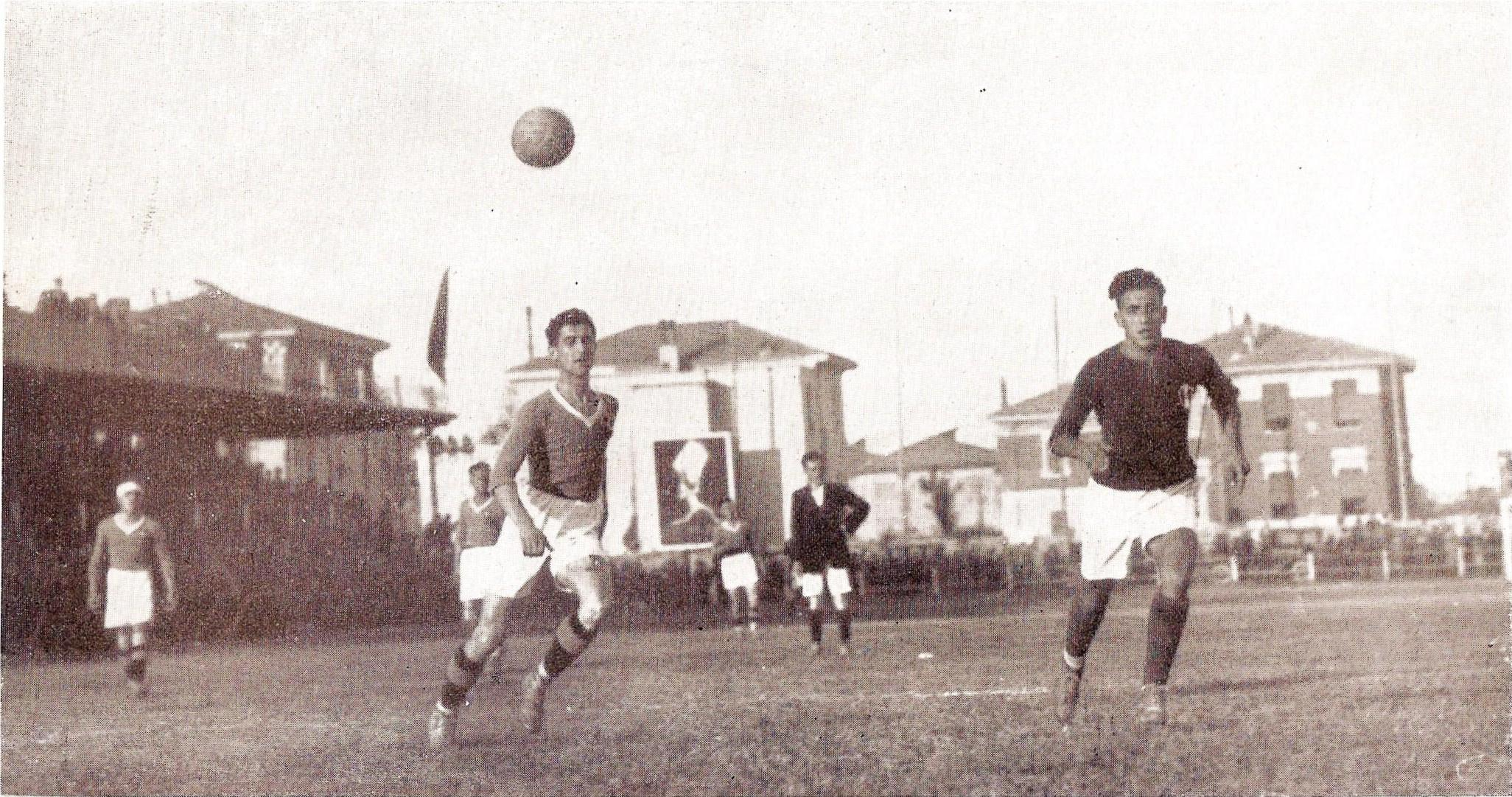
Bolonia vs Novara, Prima Divisione 1925-26.

Fue fundado en 1908 como Football Association Studenti Novara.
Ha participado por 13 temporadas en la Serie A Italiana. Su mejor puesto obtenido en la Serie A ha sido octavo en la temporada 1951-1952. Durante los años de permanencia en la máxima categoría, en los períodos entre la Primera y Segunda Guerra Mundial, Novara tuvo que agradecer a Silvio Piola. Sus goles (que al final de su carrera superaron los 300), contribuyeron enormemente a la causa de Novara. Tras su muerte en 1996, el estadio en el que juega Novara se dedicó en su nombre.
Ha jugado una final de Copa Italia perdiendo contra el Ambrosiana-Inter en la temporada 1938-1939.
Su última participación en la máxima categoría del fútbol italiano ha sido en la temporada 2011-2012. En los años siguientes, el club se mantuvo de manera intermitente entre la Serie B y la Serie C, hasta que al final de la temporada 2020-21, fue excluido de la serie C por problemas económicos. Tras esto, los dirigentes del club y el alcalde de Novara trabajaron para inscribir al equipo para recomenzar en la Serie D. Luego de eso fue refundado bajo el nombre de Novara Football Club y actualmente han ascendido a la Serie C luego de una impecable campaña en la Serie D.

## Palmarés

### Torneos nacionales
- Serie B (3): 1926-27, 1937-38, 1947-48 (Grupo A)

### Torneos interregionales
- Serie C (2): 1964-65 (Grupo A), 1969-70 (Grupo A)
- Lega Pro (1): 2014-15 (Grupo A)
- Serie D (1): 2021-22 (Grupo A)
- Lega Pro Prima Divisione (1): 2009-10 (Grupo A)
- Serie C2 (1): 1994-95 (Grupo A)
- Supercopa de Lega Pro (2): 2010, 2015